# Stachys burgsdorffioides
Stachys burgsdorffioides là một loài thực vật có hoa trong họ Hoa môi. Loài này được (Benth.) Boiss. miêu tả khoa học đầu tiên năm 1853.